# Moharebeh
Moharebeh (in persiano محاربة‎; o anche muharebeh) è un delitto previsto dalla Sharia iraniana che punisce chiunque ponga in essere un'offesa contro l'Islam o lo Stato (artt. dal 183 al 195 del codice penale iraniano). Il significato letterale di moharebeh è quello di "lotta", giacché esprime il concetto di "guerra contro Dio".

## Sanzioni
La condanna per moharebeh può prevedere tradizionalmente quattro tipo di punizioni: esecuzione capitale, amputazione incrociata degli arti, esecuzione capitale per crocifissione o esilio, sebbene si ricorra maggiormente alla pena di morte esclusivamente per impiccagione; la pena di morte in Iran prevede secondo il codice vigente infatti tre metodi: impiccagione (solitamente usato), lapidazione e solo in ambito militare fucilazione.

## Casi celebri
Il 16 luglio 2007 i giornalisti Adnan Hassanpour e Hiwa Boutimar sono stati condannati a morte perché ritenuti colpevoli di moharebeh per aver pubblicato degli articoli critici contro il governo. La sentenza è stata in seguito sospesa in attesa di riesame.